# Brenno & Matheus
Brenno & Matheus é uma dupla sertaneja brasileira. São conhecidos pelo hit "Descer pra BC", que atingiu o top 1 de mais tocadas do Brasil. Na parada Brasil Hot 100, da Billboard, atingiu a posição 5.

## Carreira
Vitor Yago Gonçalves (Brenno) e Felippe Augusto Beienke (Matheus, segunda voz), que formaram a dupla Brenno & Matheus em 2014, são de Astorga. Residem em Maringá e eram mais conhecidos no Paraná até novembro de 2024, quando lançaram o hit "Descer pra BC", em parceria com DJ Ari SL, e passaram a ser conhecidos também no restante do Brasil e no exterior. A canção foi encomendada pela dupla e composta no Paraná por João Dalzoto em parceria com DJ Ari SL, é uma mistura de brega funk e sertanejo e faz uma alusão a visitar a cidade de Balneário Camboriú. O primeiro sucesso da dupla foi em 2018 com a canção "Endereço da Zona". Outras canções da dupla são "Ai Cowboy", "Cabaré Love" e "Xona no Peão". 